# Георгий из Тычина
Георгий или Ежи из Ты́чина, известный также как Георгий Русин из Тычина (лат. Georgius Ticzensis Ruthenus; до 1510—1591), — польский поэт-гуманист эпохи Возрождения, представитель новолатинской восточноевропейской школы, королевский секретарь, дипломат, педагог.

## Биография
Родился в г. Тичнерсдорф (ныне Тычин Подкарпатского воеводства Польши) в семье горожан. Был профессором поэтики и риторики в Краковской академии. Позже служил королевским секретарём и дипломатом в разных городах Италии, в том числе при дворе папы римского.

## Творчество
Георгий Тычинский — один из выдающихся восточно-славянских латиноязычных писателей и поэтов, внесший весомый вклад в развитие всей европейской новолатинской поэзии.
Многочисленные произведения поэта печатались в Кракове в течение 1534—1548 годов. Известны его элегия «К преподобному Николаю», панегирики «Господину Николаю Лутомирскому», «К святому Николаю Мирликийскому» и др.
Из библиографических описаний известны его произведения про «наиславнейшую королеву Галиции Саломею» и поэма про святую Варвару, которые произвели на его современников большое влияние, и пока не найдены. Поэма про святую Варвару была напечатана в Кракове в 1537 году.
В отделе редкой книги Центральной научной библиотеки АН Украины находится сборник поэзии Георгия Тычинского, изданный в Кракове в 1534 году.